# Filogenie moleculară
Filogenia moleculară este analiza diferențelor moleculare ereditare, în principal din secvențele ADN, pentru a afla relațiile între evoluțiile organismului. Rezultatul unei analize filogenice moleculare este exprimat într-o diagramă filogenică.